# 花岡堅而
花岡 堅而（はなおか けんじ、1910年11月12日 - 1997年4月22日）は、日本の医師。日本医師会会長、長野大学理事長、長野五輪招致委員会の自然保護専門委員長などを務めた。

## 生涯
長野県南安曇郡穂高町（現・安曇野市）生まれ。旧制松本中学校（現・長野県松本深志高等学校）、旧制松本高等学校理科甲類を経て、1936年に新潟医科大学（現・新潟大学医学部）を卒業し、同大学の生化学教室や産婦人科教室で勤務した。1941年、岡谷市立岡谷病院の産婦人科医長に就任し、1943年から軍医として中国北部で従軍。終戦後の1946年に復員して新潟大学の産婦人科教室に戻り、翌1947年に岡谷病院の産婦人科医長に復職している。
1955年、入院施設のなかった長野市吉田地区に医療法人慈恵会吉田病院を開設した。1958年に長野市医師会理事に就任し、1962年に日本医師会代議員、1970年から長野市医師会長を務める。1976年には長野県医師会長、1982年から1984年までは日本医師会会長に就いた。1986年に勲二等旭日重光章を受けている。戦時中の体験から長野県日中友好協会長を1985年から9年間務め、医学交流などを推進した。また、長野五輪招致委員会の自然保護専門委員長として、環境への影響が小さい白馬村・白馬八方尾根スキー場での滑降の開催の検討を提言した。1992年に脳卒中で倒れた後、1997年に心臓発作のため86歳で死去。正四位が追贈されている。

## 主著
- 『安曇野の幻想』 銀河書房 1989年